# Vía verde de la Campiña
La vía verde de la Campiña, oficialmente denominado Camino Natural Vía Verde de La Campiña, es un itinerario perteneciente a la Red de Caminos Naturales de España, un proyecto desarrollado por el Ministerio de Agricultura, Pesca y Alimentación, que se encarga de la recuperación de antiguas infraestructuras relacionadas con el transporte y la comunicación, que actualmente se encuentran en desuso o en estado de abandono, para su uso senderista y ciclista.
Este camino natural parte del municipio de Córdoba y finaliza en Marchena, siguiendo el antiguo trazado de la línea Marchena-Valchillón.

## Localización
Esta ruta recorre parte del antiguo trazado ferroviario de Córdoba-Marchena, que estuvo en servicio entre 1885 y 1971, siendo posteriormente desmantelado. A comienzos del siglo XXI se recuperó su antiguo trazado tras varias labores de rehabilitación.
La vía verde cuenta con 91,4 kilómetros, mientras que el itinerario del Camino Natural tiene acondicionados 54,3. Atraviesa campos de girasoles y cultivos entremezclados con olivares y comienza a 17 kilómetros de la capital andaluza. El itinerario atraviesa varios municipios de las provincias de Córdoba y Sevilla. Constituye por su longitud la tercera vía verde más larga de Andalucía.

## Descripción por tramos

#### Tramos Habilitados
Este Camino consta de 54,3 kilómetros en un único tramo, que comienza en Valchillón, junto a la A-3051 y un gran silo. Al poco del inicio atraviesa el río Guadajoz y un bosque de ribera en el que el viajero se puede encontrar numerosos ejemplares de chopos. El Camino continúa entre taludes y cañas, con presencia de fauna como conejos o perdices, además de cogujadas, collalbas, trigueros y algún cenizo.
Se llega a la población de Almodóvar del Río después de atravesar el único túnel que hay en este Camino, el túnel de Las Tablas. Una vez llegados a la localidad, lo primero que llama la atención es el castillo que la corona situado en un cerro, declarado BIC. Continúa la senda cruzando el arroyo redondo y luego un puente desde el que se puede ver el próximo destino, Guadalcázar. Una vez se llega al área de descanso, donde hay una fuente para abastecerse, se cruza el puente de la Marota y el paisaje cambia. Ahora afloran encinas, lentiscos, mirtos y matorrales diversos. Un lugar idóneo para que proliferen zorros y meloncillos.
En este punto hay una bifurcación en el Camino, donde hay que girar a la derecha para llegar a una zona de parque con mesas. Aquí se celebra cada 15 de Mayo la festividad de San Isidro Labrador. Sigue al Camino hasta el área de descanso de Las Pinedas de la Carlota, donde hay una granja escuela, y cruza el arroyo de Guadalmazán hasta llegar a la A-445. Una vez atravesada se continúa unos kilómetros por un camino rural hasta que se llega a la provincia de Sevilla.
El Camino sigue pasando por la estación de La Carlota, y pasa bajo las vías de la línea de alta velocidad Madrid-Sevilla, continuando hasta llegar a la estación de Navalagrulla, en la que hay un área de descanso. Algo más adelante se cruza el camino a Palma del Río y el paisaje cambia. Ahora los cultivos predominan entre algún que otro algodonal y olivar. Un área de descanso después de pasar la A-8203, da acceso a una pasarela desde donde se puede ver la ciudad de Écija. El Camino prosigue y se convierte en carril bici, atravesando la ciudad por la calle Boabdil.

## Otros datos de interés

#### La Campiña
Estos paisajes se caracterizan por sus espacios abiertos, sin pendientes pronunciadas y con una gran biodiversidad entre las que destacan aves como las alondras, la cogujada, los sisones, las gangas y los alcavaranes.

#### Écija
También conocido como la “Ciudad del Sol” o “Ciudad de Las Torres”, cuenta con once, junto a otras nueve espadañas que rematan sus templos. Su casco histórico está plagado de palacios y miradores y tiene restos y reminiscencias de los asentamientos de los pueblos romano, visigodo y musulmán. Desde 1996 está declarada Conjunto Histórico-Artístico.